# Liste der Monuments historiques in Girmont-Val-d’Ajol
Die Liste der Monuments historiques in Girmont-Val-d’Ajol führt die Monuments historiques in der französischen Gemeinde Girmont-Val-d’Ajol auf.

## Liste der Objekte
| Bezeichnung                             | Beschreibung                                                                      | Standort                                  | Kennzeichnung | Schutzstatus | Datum | Bild |
| --------------------------------------- | --------------------------------------------------------------------------------- | ----------------------------------------- | ------------- | ------------ | ----- | ---- |
| Kirchenausstattung                      | Kanzel, Mobiliar im Chorraum, Kirchenbänke, Deckel des Taufbeckens; Holz, um 1872 | in der Kirche Immaculée-Conception (Lage) | PM88001473    | Classé       | 2006  |      |
| Ziborium und Gefäß für die Heiligen Öle | Metall, Holz, Mitte des 20. Jahrhunderts                                          | in der Kirche Immaculée-Conception (Lage) | PM88001474    | Inscrit      | 2006  |      |
| Aufbahrungssarg                         | Holz, um 1900                                                                     | in der Kirche Immaculée-Conception (Lage) | PM88001190    | Classé       | 2008  |      |